# Terneuzen (miasto)
Terneuzen – miasto w południowo-zachodniej Holandii, w prowincji Zelandia, siedziba gminy o tej samej nazwie, położone nad Skaldą Zachodnią. W 2013 roku miasto liczyło 24 885 mieszkańców. Terneuzen połączone jest kanałem z Gandawą w Belgii.